# Puig de la Creu (el Montmell)
El Puig de la Creu és una muntanya de 613 metres que es troba al municipi del Montmell, a la comarca del Baix Penedès.